# Lopézite
La lopézite est une espèce minérale naturelle qui se rencontre dans les milieux arides notamment au Chili. La lopézite est une minéral fait à base de dichromate de potassium K2Cr2O7. Il est rouge orange.

## Fausse lópezite et wulfénite
Le dichromate de potassium cristallise facilement en laboratoire et peut servir à fabriquer de la fausse lópezite sur gangue. Elle peut être également utilisée dans sa forme tabulaire pour imiter la wulfénite. On la trouve de plus en plus couramment, y compris sur les bourses aux minéraux, et cela à des tarifs très variables et avec des provenances diverses, en général la Pologne. Ce minéral de synthèse représente un réel danger. Il est hautement toxique s'il est ingéré. Il est répertorié comme produit potentiellement cancérigène. Enfin, il pourrait favoriser d'autres types de maladies comme la stérilité, l'eczéma, voire la cécité s'il entre contact avec les yeux. Il faut faire très attention, tout particulièrement avec les enfants, car il est en général vendu sans aucune mention sur sa dangerosité, et son ingestion peut être mortelle.